# Euscelidia insolita
Euscelidia insolita är en tvåvingeart som beskrevs av Dikow 2003. Euscelidia insolita ingår i släktet Euscelidia och familjen rovflugor.
Artens utbredningsområde är Kongo. Inga underarter finns listade i Catalogue of Life.